# Novo túnel do Elba

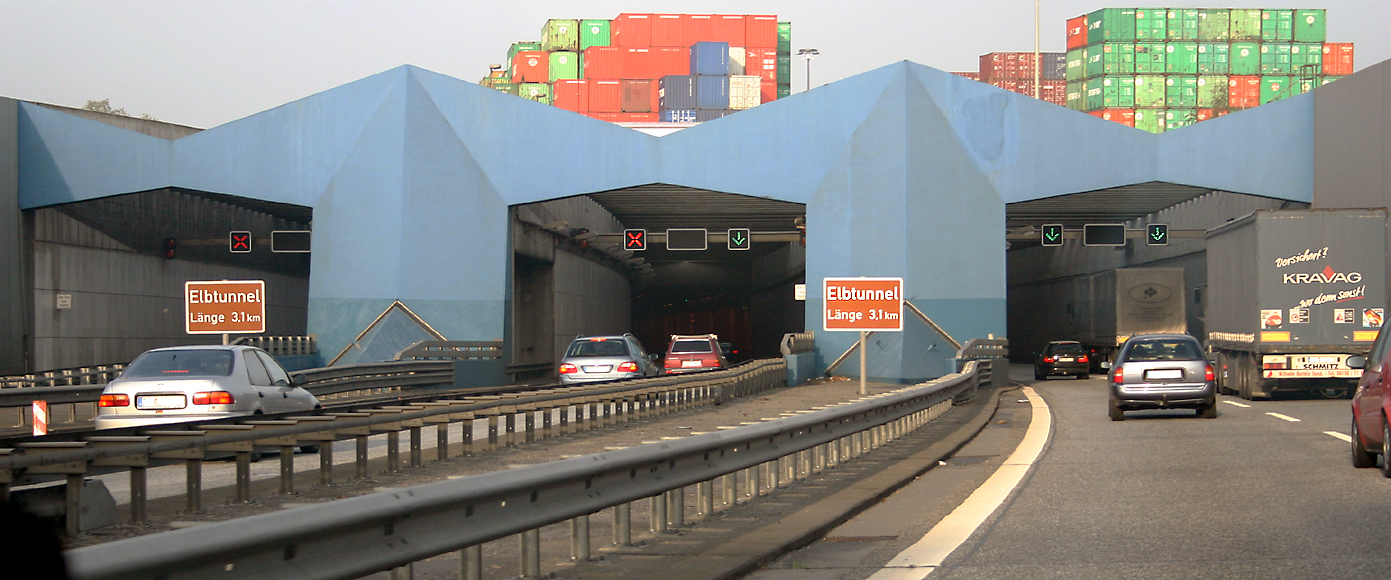
Entrada para o túnel

Novo túnel do Elba (em alemão:  Neuer Elbtunnel) é um túnel rodoviário com o comprimento de 2,6 km sob o rio Elba em Hamburgo, na Alemanha.
Teve sua construção iniciada em 1975 e atualmente possui três tubos para circulação garantindo o fluxo de 140.000 veículos diários. Há há um projeto de para a construção de um quarto tubo com  4,4 km de extensão que aumentará ainda mais sua capacidade. 